# Zunsweier
Zunsweier ist der südlichste und mit 3128 Einwohnern (Stand 2023) zweitgrößte Stadtteil von Offenburg. Der Ort liegt an den Ausläufern des Schwarzwalds.

## Geographie
Zunsweier liegt am Ausgang des Kinzigtals am Fuße des Bellenwaldes am Westrand des mittleren Schwarzwalds. Die Gemarkung besitzt eine Größe von 990,4 ha, wovon 315,7 ha mit Wald bedeckt ist und 491,5 ha landwirtschaftlich genutzt wird.
Durch das Dorf fließt der sogenannte Bachgraben, welcher am Oberlauf Hagenbach genannt wird und an der Gemarkungsgrenze zu Ohlsbach in den Berghauptener Dorfbach mündet. Des Weiteren befinden sich auf der Zunsweier Gemarkung der Litzelbach, Nächstenbach, Hilbererbach sowie der Graben Gänsbrünnle und Graben Im Böschmättle.

### Nachbargemeinden
Die Grenze der Gemarkung verläuft im Norden gegen die Gemarkung Elgersweier (Stadt Offenburg) und die Gemarkung Ortenberg, im Osten gegen die Gemarkung Ohlsbach, im Süden gegen die Gemarkung Berghaupten und im Westen gegen die Gemarkungen Hofweier und Niederschopfheim (beide Gemeinde Hohberg).

## Geschichte
Zunsweier wurde erstmals 1136 in einer Urkunde von Papst Innozenz II. erwähnt. Es war bereits in römischer Zeit ein wichtiger Ort und beherbergte ein Kastell mit Vicus, das in die Zeit Kaiser Vespasians datiert wird. Nach dem Rückzug der Römer siedelten sich die Alemannen an.
Die Pfarrgründung in Zunsweier geht wahrscheinlich auf das 8. oder 9. Jahrhundert zurück, als das Kloster Schuttern einen ersten Kirchenbau errichtete. Im Laufe der Jahrhunderte veränderte sich die Kirche durch Neu- und Erweiterungsbauten.
Die Grundherrschaft über Zunsweier gehörten dem Kloster Gengenbach (nachgewiesen 1297) und dem Kloster Schuttern (1136). Die herrschaftlichen Verhältnisse über den Ort wurden gemeinschaftlich als Kondominat zwischen der vorderösterreichischen Landvogtei Ortenau (nachweislich seit 1370) und der Grafschaft Geroldseck (nachweislich seit 1277) ausgeübt. Etwa zwei Drittel der Bürger unterstanden den Langvögten und etwa ein Drittel den Geroldseckern. Später waren die Grafen von der Leyen die neuen Inhaber der Herrschaft Geroldseck. Der Anteil der Landvogtei fiel 1805 und der geroldseckische 1819 an das Großherzogtum Baden.
Im 17. Jahrhundert wurde in Zunsweier nach Heilwasser gegraben. Im 19. Jahrhundert veränderte sich die Bevölkerungsstruktur wesentlich, als die Landwirtschaft durch Zuverdienst in der Zigarrenfabrikation oder im Bergwerk ersetzt wurde. Nach dem Zweiten Weltkrieg erforderte der Bevölkerungszustrom die Schaffung von Baugebieten. 1973 wurde Zunsweier nach Offenburg eingemeindet.
1824 findet in Zunsweier erstmals Schulunterricht statt. Zunächst fand dieser im Rathaus, später in der 1876/1877 erbauten Schule am „Lehberg“ und seit 1962 in der heutigen Grund- und Hauptschule im „Kleingässle“. Eine angrenzende Turnhalle wurde 1964 errichtet.

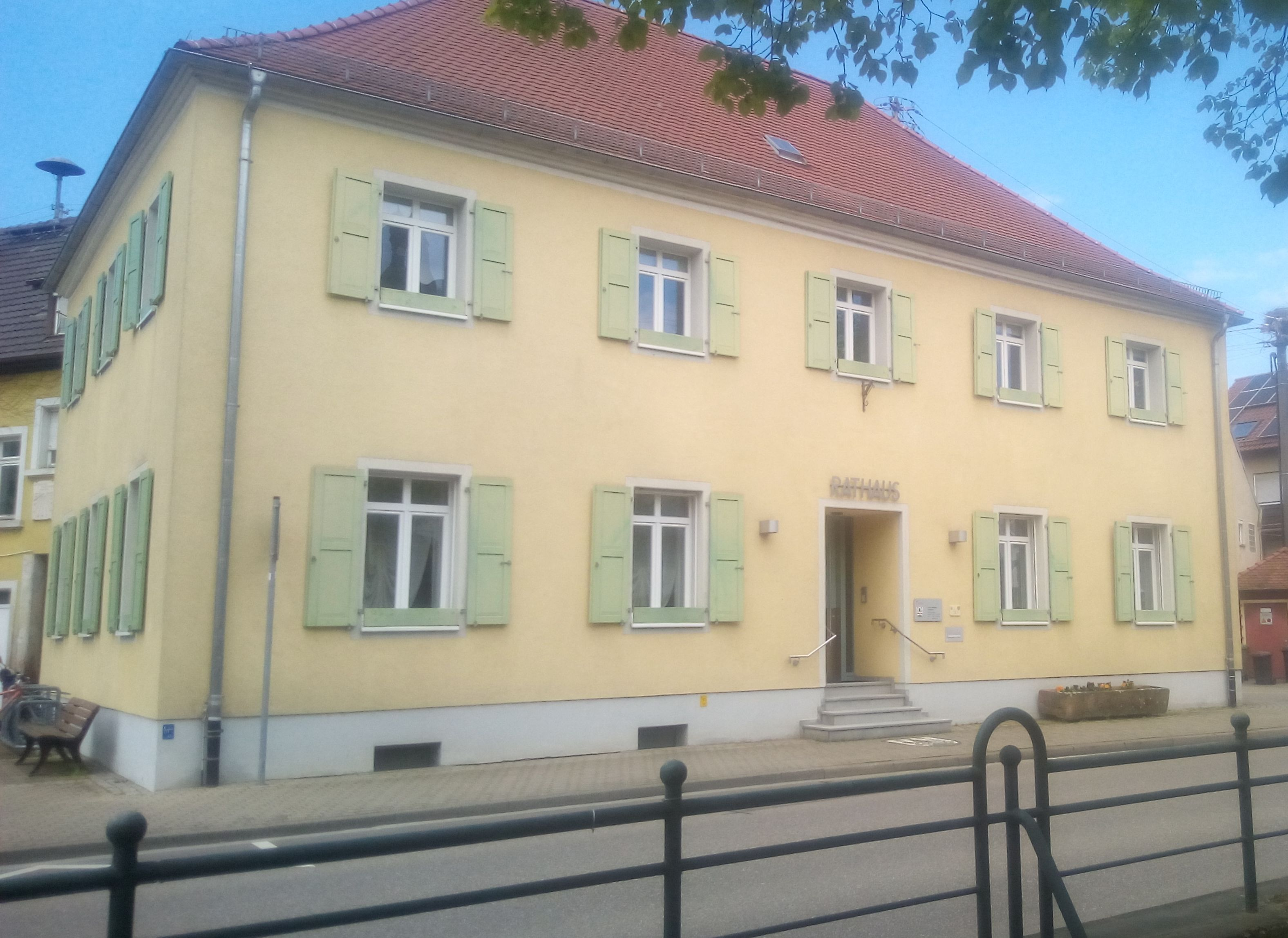
Rathaus von Zunsweier

Im Zuge der Gemeindereform wurde die Gemeinde Zunsweier am 1. Januar 1973 ein Stadtteil der Stadt Offenburg.

## Demographie
Einwohnerzahlen nach dem jeweiligen Gebietsstand.
| Jahr | Einwohnerzahl |
| ---- | ------------- |
| 1813 | 700           |
| 1814 | 696           |
| 1834 | 1393          |
| 1850 | 1500          |
| 1864 | 1503          |
| 1913 | 1730          |
| 1920 | 2000          |
| 1939 | 1962          |
| 1955 | 2500          |
| 1961 | 2685          |
| 1970 | 2812          |
| 1972 | 2995          |
| 2023 | 3128          |

## Kultur und Sehenswürdigkeiten

### Bauwerke
- Barocker Kirchturm
- Rathaus
- Kastell

### Religionen

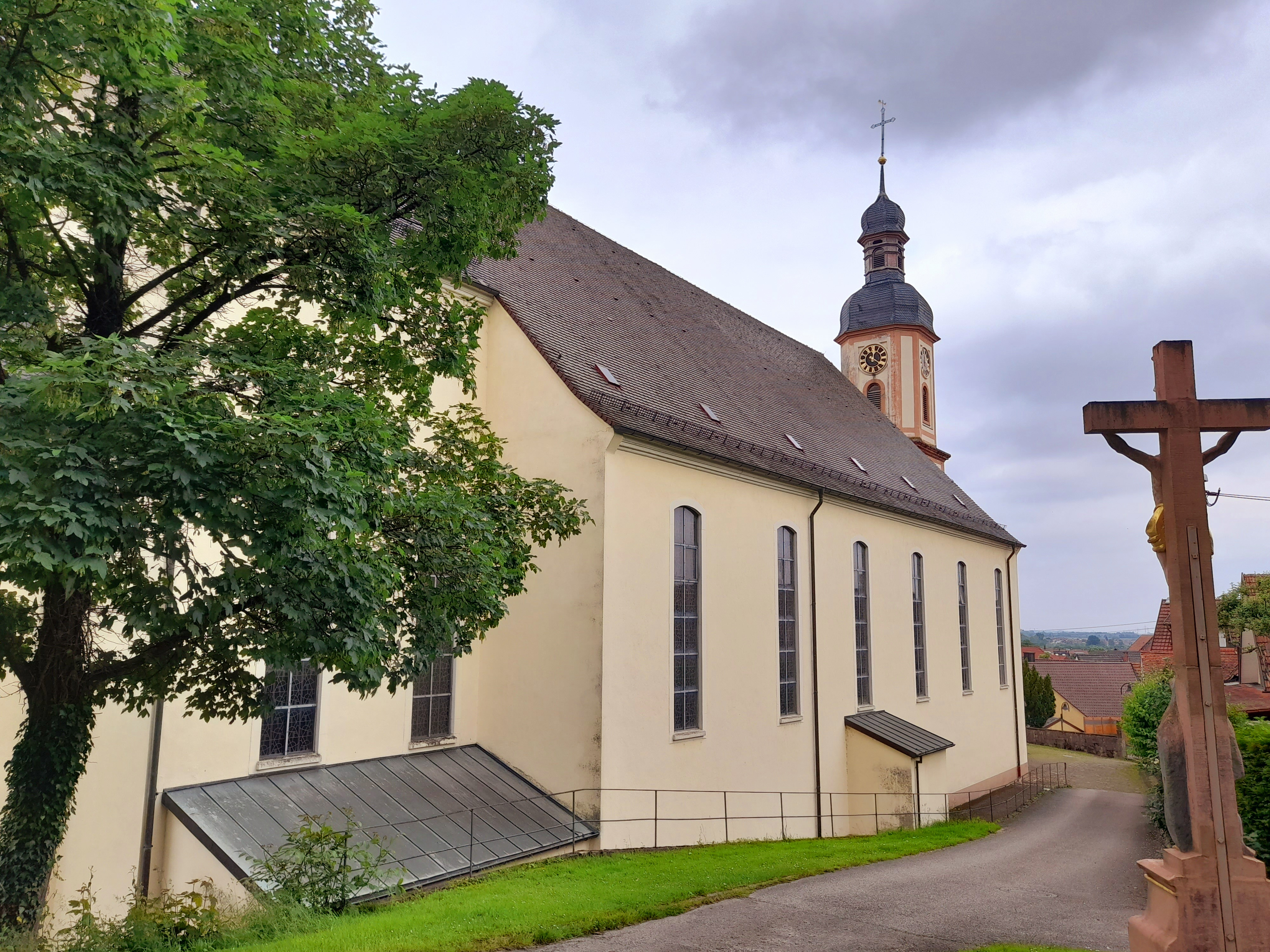
St. Sixtus

Seit der Dekanatsreform am 1. Januar 2008 gehört Zunsweier und die St. Sixtus-Kirche zum Dekanat Offenburg-Kinzigtal und gehört zudem zur Seelsorgeeinheit St. Ursula Katholische Kirchengemeinde.

### Vereinsleben

#### Narrenzunft Buhneschäfe
Die Narrenzunft Buhneschäfe wurde am 11. November 1949 gegründet. Der Name „Buhneschäfe“ leitet sich vom Patrozinium der Zunsweirer Kirche ab. Die Kirche ist dem Papst und Märtyrer Sixtus II. geweiht, dem Schutzpatron der Bohnenbauern. Im Jahr 1952 erschien erstmals die „Große Zunsweirer Narrenzeitung“, die Vorgängerversion des heutigen „Narreblättli“. In den 1960ern wurde Zunsweier für einige Zeit die Hochburg der regionalen Fastnacht. Von 1968 bis 1988 gab es in der Zunft die Mädchentanzgruppe „Amazonen“. 1971 ist die Häsfigur der „Buhneschäfe“ entstanden. Das Häs verkörpert mit den hell- und dunkelgrünen „Spättle“ in der Form eines Bohnenblattes, der Halskrause aus nachgebildeten hell- und dunkelgrünen Bohnen und der Kappe eine Bohnenschote. Am 11. Oktober 1975 trat man dem Verband Oberrheinischer Narrenzünfte (VON) bei. 1974 wurde der Fanfarenzug gegründet, welcher in historischen Landsknechtuniformen gekleidet war. Diese wurde jedoch 2010 wieder aufgelöst und nach einiger Zeit zwischenzeitlich von der Musikkapelle Zunsweier und dann von der vereinseigenen Guggenmusik „Buhnedenglern“ ersetzt, jedoch wurde auch diese wieder stillgelegt. 2007 kam die Häsfiguren „Hexen vom Silbereck“ zur Zunft, welche zuvor zum Zunsweirer Gesangsverein gehörte und an der Ortsfasend beteiligt war.

#### Weitere Vereine
In Zunsweier gibt es folgende weitere Vereine und Vereinigungen: Freiwillige Feuerwehr, Musikverein, Chorvereinigung, der SV Zunsweier mit mehreren Abteilungen z. B. Fußball, Tennis und Handball, Frauengemeinschaft, Freundschaftspflege, Förderverein der Grundschule, Gemeinschaft der Heimatfreunde, Handwerker- und Gewerbeverein, Karate Dojo, Kirchenchor, Pfarrgemeinschaft, Seniorenteam, Turnverein, Imkerverein und die Interessengemeinschaft Zunsweierer Vereine.

## Wirtschaft und Infrastruktur

### Verkehr
Durch Zunsweier führt die Kreisstraßen 5326 und 5331.